# Тит Квинкций Цинцинат Капитолин (трибун 368 пр.н.е.)
Вижте пояснителната страница за други личности с името Тит Квинкций Цинцинат Капитолин.
Тит Квинкций Цинцинат Капитолин II (на латински: Titus Quinctius Cincinnatus Capitolinus) е сенатор и политик на Римската република през 4 век пр.н.е.

## Биография
Произлиза от патрицианския клон Квинкций Капитолин на фамилията Квинкции.
През 368 пр.н.е. той е консулски военен трибун с още петима други колеги: Сервий Корнелий Малугиненсис, Сервий Сулпиций Претекстат, Спурий Сервилий Структ, Луций Папирий Крас, Луций Ветурий Крас Цикурин. Тази година Гай Лициний Столон и Луций Секстий Латеран са народни трибуни. След това през 367 пр.н.е. е magister equitum на диктатор Марк Фурий Камил.
Столон и Латеран предлагат през 367 пр.н.е. законите Leges Liciniae Sextiae.